# ダニエル・スティルウェル
ダニエル・スティルウェル（Daniel Stillwell、1714年-1718年活動）は、カリブ海の海賊であり、ベンジャミン・ホーニゴールドの仲間として知られる。

## 人物
ジャマイカ出身のスティルウェルは引退した元海賊のジョナサン・ダーヴェルの娘と結婚し、エルーセラ島に移住していた。1714年、ベンジャミン・ホーニゴールドはハーバー島およびエルーセラ島で航海の準備をし、ダーヴェルと契約してスループ船ハッピー・リターン号を借用したほか、乗組員としてスティルウェルとダーヴェルの実子であるザキアスが加わった。ホーニゴールドはフロリダおよびキューバの沿岸で海賊行為を行い、2,000ポンドの利益を挙げた。これらの海賊行為によりスペインとの関係悪化を恐れたナッソーの政府代理人トマス・ウォーカーは、ハーバー島の海賊に対して奇襲攻撃を決行。ホーニゴールドらは逃がしたものの、スティルウェルやザキアス・ダーヴェルはウォーカーに捕らわれた。ウォーカーはスティルウェルを海事裁判にかけるためスループ船に乗せてジャマイカのアーチボルト・ハミルトン総督のもとへ送り出すが、逃亡していたホーニゴールドらが船を急襲し、スティルウェルを奪還してしまった。この一件によりホーニゴールドはナッソーの海賊は自分の保護下にあると宣言し、ウォーカーに対して海賊に手を出した場合は家に火を付けて家族を鞭打ちすると脅迫した。
1717年9月5日、イギリス国王ジョージ1世が海賊恩赦に関する布告を発した。翌1718年2月、ヴィンセント・ピアース艦長のイギリス海軍HMSフェニックス号がナッソーにやって来たさい、スティルウェルはホーニゴールドなどと共にフェニックス号に投降し、恩赦を受け入れた。多くの海賊が廃業した後、スティルウェルは義父であるダーヴェルのハッピー・リターン号を含むいくつかの船を買い取り、船主となった。その後の人生は不明。

## 参考資料
- コリン・ウッダード(著)、大野晶子(訳)、『海賊共和国史 1696-1721年』2021年7月、パンローリング株式会社
- チャールズ・ジョンソン(著)、朝比奈一郎(訳)、『海賊列伝(上)』2012年2月、中公文庫